# فرط ضغط المعطف الأبيض
فرط ضغط معطف المختبر أو فرط ضغط الرداء الأبيض (بالإنجليزية: White coat hypertension)‏ أو متلازمة الرداء الأبيض (بالإنجليزية: White coat syndrome)‏ هي حالة ارتفاع ضغط الدم أو الإصابة بفرط ضغط الدم بسبب الظروف السريرية المحيطة، لكن المريض لا يعاني من هذه الحالة في الظروف الأخرى. يعتقد أن السبب هو القلق الحاصل أثناء زيارة العيادات أو المستشفيات.
تستخدم طريقة مراقبة ضغط الدم الجوال للكشف عن حالة المريض في أوقات مختلفة من اليوم وفي أوضاع عادية.
يستخدم تعبير «فرط ضغط الدم المقنع» أيضا لوصف ظاهرة متناقضة حيث يكون ضغط الدم مرتفعاً خلال الظروف الاعتيادية لكنه يكون طبيعيا عند زيارة المريض إلى العيادة.

## التشخيص
تعرف الدراسات فرط ضغط المعطف الأبيض بأنه ارتفاع معتدل في ضغط دم المريض أثناء وجوده في العيادة مع غياب هذا الارتفاع في المنزل.
ساهمت طرق التشخيص التقليدية وقياساتها غير الموثوقة بصعوبة وضع التشخيص. تتطلب تلك الطرق عادةً التعامل مع طاقم الرعاية الصحية وتتأثر النتائج في معظم الأحيان بالعديد من العوامل كتنوع ضغط دم الفرد وعدم الدقة الفنية وقلق المريض وتناول المواد الرافعة للتوتر الوعائي والكلام بالإضافة إلى عوامل عديدة أخرى. يشيع استخدام وسائل غير متوغلة لمعرفة الضغط كمقاييس ضغط الدم. بينت دراسة استقصائية استخدام 96٪ من أطباء الرعاية الأولية سوار بحجم صغير؛ وهذا يزيد من صعوبة وضع تشخيص حقيقي. لهذه الأسباب، لا يمكن تشخيص فرط ضغط المعطف الأبيض من خلال زيارة سريرية قياسية. يمكن تخفيف الأمر (لا يمكن تجنبه) باستخدام مقاييس ضغط الدم الآلية لمدة تزيد عن 15 إلى 20 دقيقة في مكان هادئ من المكتب أو العيادة.
لا يظهر مرضى فرط ضغط المعطف الأبيض علامات تدل على الخوف، ولا يترافق ارتفاع ضغط الدم لديهم بتسرع ضربات القلب. يظهر 15 ٪ - 30٪ من المرضى المشخصين بارتفاع ضغط الدم الخفيف نتيجة قياسات في العيادة أو المكتب ضغط دم طبيعي دون اضطراب في الاستجابة لمحفزات الضغط، وهذا ما أشارت إليه الدراسات مرارًا وتكرارًا. لا يتميز الأشخاص المصابون بصفات خاصة تزيد احتمال تشخيصهم بمتلازمة المعطف الأبيض –كالعمر مثلًا.
يلجأ الأطباء لاستخدام جهاز مراقبة ضغط الدم المتنقل والقياس الذاتي للمريض باستخدام أجهزة قياس ضغط الدم في المنزل لتمييز الأفراد الذين يعانون من فرط ضغط المعطف الأبيض عن الذين يعانون من ارتفاع ضغط الدم المزمن. لا يعني ذلك خلو تلك الأساليب من الأخطاء. تبقى قيم جهاز الضغط المتنقل المسجلة أثناء النهار عرضة لتأثيرات المتغيرات اليومية كالنشاط البدني والضغط ومدة النوم. أبدت أجهزة مراقبة الضغط المتنقلة أنها الطريقة الأكثر عملية وموثوقية في تشخيص مرضى فرط ضغط المعطف الأبيض وفي التنبؤ بتلف الأعضاء الهدفية. مع ذلك، لا يزال تشخيص فرط ضغط المعطف الأبيض وعلاجه موضع جدل.
أظهرت الدراسات الحديثة أن مراقبة ضغط الدم في المنزل والمراقبة باستخدام جهاز الضغط المتنقل على مدار 24 ساعة متساويتان في الدقة. درس الباحثون في جامعة توركو بفنلندا 98 مريض يعاني من ارتفاع ضغط الدم غير المعالج، وقارنوا بين المرضى الذين يستخدمون جهاز ضغط الدم في المنزل والذين يرتدون جهاز مراقبة متنقل يعمل على مدار 24 ساعة. قال الباحث د. نيرانين إن قياس ضغط الدم في المنزل فعال في توجيه علاج ارتفاع ضغط الدم، وأضاف د. ستيرجو أنه أكثر ملاءمة وأقل تكلفة من المراقبة المتنقلة.
اقترح البعض استخدام أنماط التنفس كطريقة تكشف فرط ضغط المعطف الأبيض.
شملت إحدى الدراسات التركية 438 مريض مختار. كان ضغط الدم طبيعي لدى 38٪ منهم، بينما عانى 43٪ من فرط ضغط المعطف الأبيض و2٪ من ارتفاع ضغط دم مقنع و15٪ من ارتفاع ضغط الدم الحقيقي. قد يظهر فرط ضغط المعطف الأبيض لدى المرضى ذوي الضغط المضبوط في المنزل والذين يتناولون الأدوية الخافضة للضغط بشكل مستمر.